# Энга (язык)
Энга - язык коренных народов Папуа-Новой Гвинеи, относящийся к трансновогвинейской языковой макросемье. На нём говорят около 230000 человек, что делает его языком с наибольшим числом носителей среди всех языков трансновогвинейской языковой макросемьи.

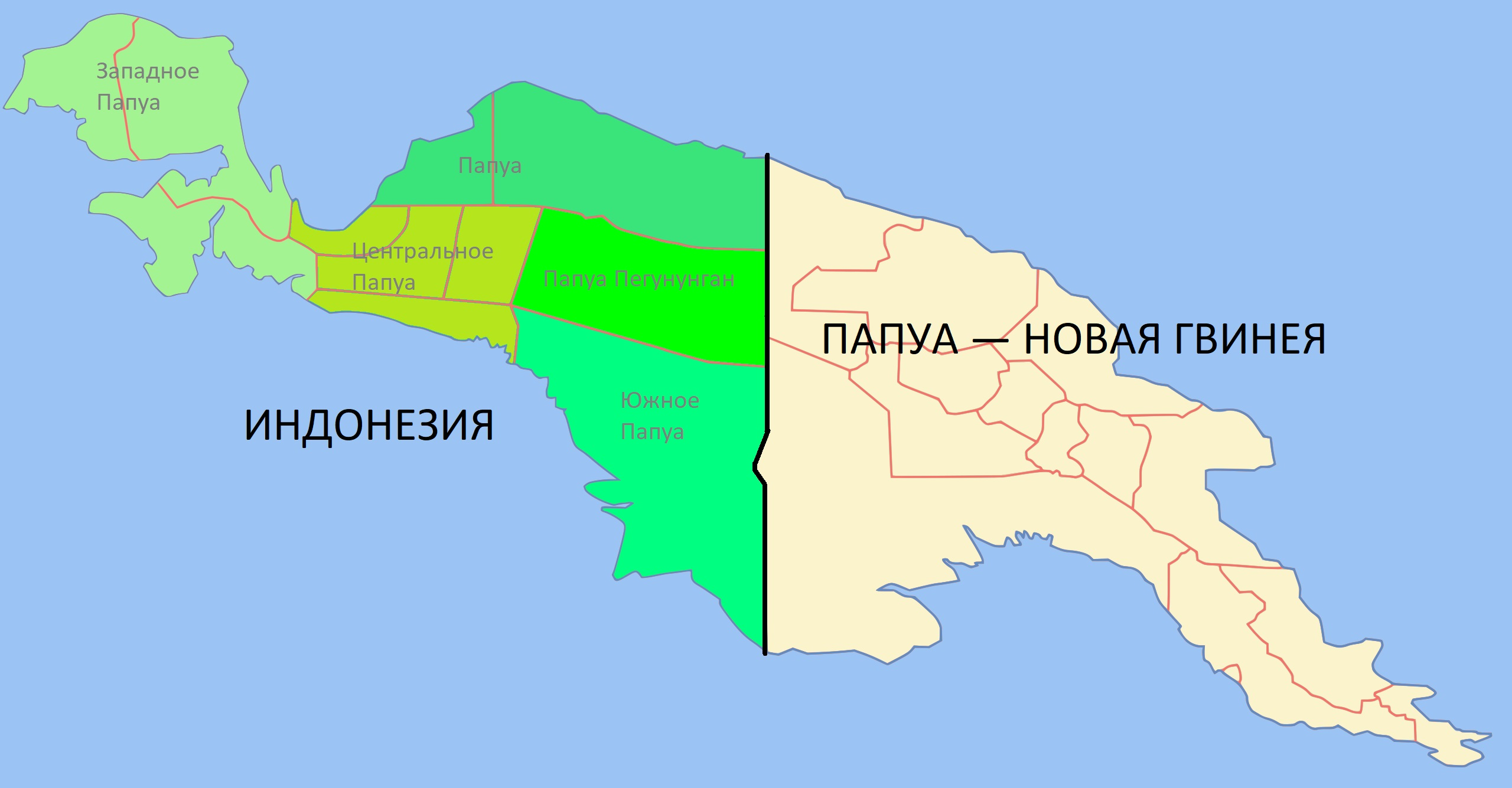

## Письменность
Язык энга пользуется латинским алфавитом, который был принят в 1970 году на орфографической конференции, прошедшей в населённом пункте Иреля (Irelya; Папуа — Новая Гвинея).
| A a | B b  | Mb mb | D d  | Nd nd | E e | G g  | Ng ng | I i | J j   | Nj nj | K k | L l |
| --- | ---- | ----- | ---- | ----- | --- | ---- | ----- | --- | ----- | ----- | --- | --- |
| /ɑ/ | /ᵐb/ | /ᵐb/  | /ⁿd/ | /ⁿd/  | /e/ | /ᵑg/ | /ᵑg/  | /i/ | /ⁿd͡ʒ/ | /ⁿd͡ʒ/ | /k/ | /ɽ/ |

| Ly ly | M m | N n | Ny ny | Ŋ ŋ | O o | P p | S s | T t | R r | U u | Wu wu | W w | Y y |
| ----- | --- | --- | ----- | --- | --- | --- | --- | --- | --- | --- | ----- | --- | --- |
| /ʎ/   | /m/ | /n/ | /ɲ/   | /ŋ/ | /o/ | /p/ | /s/ | /t/ | /t/ | /u/ | /u/   | /w/ | /j/ |

- Высокий тон на письме обозначается написанием акута ( ´ ) над букой для гласного, низкий тон никак не обозначается[2][5].

## Генеалогическая и ареальная информация
Язык энга относится к папуасским языкам, которые включают в себя языки Новой Гвинеи и соседних островов. Папуасские языки имеют самую высокую языковую плотность (в среднем около 900 км² на язык). Энга принадлежит трансновогвинейской языковой макросемье, которая состоит из 15 семей и более 500 языков.
Язык распространен в провинциях Ист-Сепик, Энга, Саутерн-Хайлендс и Уэстерн-Хайлендс. У языка энга есть множество диалектов: каина, кандепе, капона, лаяпо, лаиагам, маэ, марамуни, яндапо и другие. Наиболее стандартным диалектом принято считать маэ.
Генеалогическая классификация
Трансновогвинейские языки
⠀⠀Энганские языки
⠀⠀⠀⠀Энга

## Социолингвистическая информация
Язык энга происходит из древних времен, когда первобытные племена начали осваивать территорию, на которой сейчас находится Папуа-Новая Гвинея. Энга был оригинальным языком аборигенов этого региона и развивался параллельно с формированием их культуры и образа жизни.
Важной частью культуры являются устные традиции, передающиеся через поколения. Это включает в себя мифы, легенды, религиозные обряды, песни и рассказы, которые описывают историю племени, его верования, и связь с природой. Различные формы искусства, такие как резьба по дереву, украшения и традиционные ритуальные предметы, также являются важными артефактами культуры языка энга.
В современном мире язык энга сталкивается с вызовами сохранения в условиях глобализации и изменения образа жизни. Рост городов, увеличение образования на английском языке и миграция населения в поисках работы создают давление на использование традиционных языков, включая энга. В настоящий момент число носителей составляет около 230000 человек.
Вабаг, столица провинции Энга, население которой составляет около 3500 человек. Это единственная столица провинции Папуа-Новая Гвинея, где основным языком, используемым в городе, является местный язык (энга), а не официальный язык, такой как ток-писин или английский.

## Типологическая характеристика

### Тип выражения грамматичеких значений
Энга - синтетический язык. Грамматические значения в этом языке выражаются за счёт аффиксации.
- Baá p-é-á.

⠀   он⠀ идти-PAST-3SG
⠀⠀Oн ушел.
- Baá p-e-á-pe?

⠀⠀он⠀⠀идти-PAST-3SG-QU 
⠀⠀Он ушел?
- Baá pe-ly-á-mo.

⠀⠀он⠀⠀идти-PRES-3SG-AUG 
⠀⠀Он уходит.
- Baá p-e-á-pe⠀⠀⠀⠀⠀⠀⠀⠀ pánde  ná-p-e-a-pe?

⠀⠀он⠀ идти-PAST- 3SG-QU or ⠀⠀⠀NEG-идти-PAST-3SG-QU 
⠀⠀Ушел он или не ушел?

### Характер границы между морфемами
Язык энга является агглютинативным: новые грамматические формы образуются при помощи присоединения к корню аффиксов, выражающих единственное грамматическое значение.
- Akáli-mi-pi ⠀⠀⠀⠀⠀⠀⠀énda-me-pi ⠀⠀⠀ ⠀ ⠀wané-me-pi ⠀⠀⠀⠀⠀ dúpa-me ⠀⠀ mená ⠀dóko pi-ly-amí-no .

⠀⠀ мужчина-AG-CONJ  женщина-AG-CONJ мальчик-AG-CONJ DET=PL-AG свинья DET бить-PRES-3PL-AUG
⠀⠀ Мужчина, женщина и мальчик бьют свинью.

### Локус маркирования

#### В посессивной именной группе
В посессивной именной группе - зависимостное маркирование. Показатель посессивность - суффикс -nya примыкает к зависимому слову.
- Akáli-mi ⠀⠀⠀ énda-nya ⠀⠀⠀⠀⠀ mená ⠀⠀⠀dóko p-í-á.

⠀⠀мужчина-AG женщина-POSS свинья ⠀⠀DET бить-PAST-3SG 
⠀⠀Мужчина убил свинью, принадлежавшую женщине.

#### В предикации
Вершинное маркирование: лицо и число актантов маркируются при помощи глагольных аффиксов.
- Akáli  ⠀⠀⠀wáné-pípa ⠀⠀⠀⠀⠀p-e-ámbí.

⠀⠀мужчина⠀ мальчик-ASSOC  идти-PAST-3DU
⠀⠀Мужчина пошел с мальчиком.
- Akáli ⠀⠀⠀dokó-mé mená ⠀ dóko uaa-mé ⠀ ⠀p-í-á.

⠀⠀ мужчина DET-AG  свинья DET топор-INST бить-PAST-3SG
⠀⠀Мужчина убил свинью топором.

### Тип ролевой кодировки
Языку энга присущ эргативный тип ролевой кодировки в предикации. Маркировка происходит при помощи суффиксов -me/-mi на агенсе.
Пример с переходным глаголом (эргативный падеж на агенсе, пациенс не маркируется):
- Akáli-mi ⠀(or akáli⠀⠀⠀ dokó-mé) mená ⠀⠀⠀dóko p-í-á.

⠀⠀мужчина-AG (мужчина DET-AG) свинья ⠀⠀DET бить-PAST-3SG 
⠀⠀Мужчина убил свинью.
Примеры с непереходными глаголами (агенс не маркируется):
- Mená   dóko andáke-le.

⠀⠀свинья DET крупный-DEG 
⠀⠀Эта свинья довольно крупная.
- Akáli⠀⠀ dóko  p-é-á.

⠀⠀мужчина DET идти-PAST-3SG 
⠀⠀Мужчина ушел.

### Базовый порядок слов
Базовый порядок слов для энга - SOV. 
- Akáli ⠀⠀ dokó-mé mená ⠀ dóko p-í-á.

⠀⠀мужчина DET-AG  свинья DET бить-PAST-3SG 
⠀⠀Мужчина убил свинью.

## Фонетика

### Гласные звуки
|         | передний | средний | задний |
| ------- | -------- | ------- | ------ |
| верхний | i        |         | u      |
| средний | e        |         | o      |
| нижний  |          |         | a      |

Высокий тон на письме обозначается при помощи акута ( ´ ) над гласным.

#### Дифтонги
/ɑe/, /ɑi/, /ɑo/, /ɑu/, /oe/, /oa/, /uɑ/, /ui/

### Согласные звуки
|                           | Губные | Альвеолярные | Палато-альвеолярные | Ретрофлексные | Палатальные | Велярные |
| ------------------------- | ------ | ------------ | ------------------- | ------------- | ----------- | -------- |
| Взрывные                  | р ᵐb   | t ⁿd         |                     |               |             | k ᵑɡ     |
| Носовые                   | m      | n            |                     |               | ɲ           | ŋ        |
| Одноударные               |        | s            |                     | ɽ             |             |          |
| Фрикативные               |        |              | ⁿd͡z                 |               |             |          |
| Аппроксиманты             |        |              |                     |               | j           | w        |
| Латеральные аппроксиманты |        |              |                     |               | ʎ           |          |

Согласные встречаются в начальной и интервокальной позициях. Единственными исключениями являются /j/ и /w/. Звук  /j/ встречается в начальной позиции и после согласных, в то время как звук /w/ встречается только в начальной позиции.

### Фонологические особенности
- /k/ - фрикатив между задними гласными.
- /t/ произносится как [r] интервокально.
- /j/ палатализует предшествующий согласный, когда он встречается в середине слова.
- /ua/ и /ui/ превращают предшествующий согласный в губно-велярный, когда он встречается в середине слова.
- Произнесение - конечные непродолжительные гласные выделяются или пропускаются, если перед ними стоит согласный.
- Когда /ui/ предшествует /y/, оно произносится не как дифтонг, а как две отдельные гласные.

## Языковые особенности
- Множество звуков со сложной артикуляцией, что характерно для языков ареала. Например, преназализованные звуки типа  ⁿd,  ᵐb.
- Музыкальное слогоударение (для каждого слога характерна определенная звуковысотная характеристика), которое соединено с динамическим словоударением. Черта является характерной для многих папуасских языков.
- Отсутствие сочинительных и подчинительных союзов, модальных и вспомогательных глаголов, предлогов. Для объединения существительного или именной фразы со всеми существительными используются союзные суффиксы. Например, союзный суффикс -pi, означающий "и".
- Преобладание глаголов в лексической системе языка.
- В языке энга существует 5 различных времён: будущее время, настоящее и три разных прошедших времени. Непосредственное прошлое (для действий, произошедших в течение дня), ближайшее прошлое (для действий, произошедшие накануне речевой ситуации) и далекое прошлое (для действий, произошедшие более чем за 2 дня до речевой ситуации). Такая классификация прошедших времен характерна для очень малого количества папуасских языков.
- В языке энга различается семь падежей: ассоциативный -pi/-pipa, эргативный -me/-mi, инструментальный (творительный) -me/-mi, притяжательный -nya, локатив (местный) -nya/-sa/-ka, темпоралис (временной) -sa/-nya/-pa и вокатив (звательный) -оо. Такая система падежей также довольно уникальна для языков этой семьи.

## Список сокращений
- PAST - прошедшее время
- SG - единственное число
- QU - вопросительная форма
- PRES - настоящее время
- NEG - отрицание
- AG - эргативный падеж
- CONJ - союзная форма
- DET - определитель
- PL - множественное число
- POSS - посессив
- ASSOC - показатель союза "и"/ предлога "с"
- DU - двойственное число
- INST - творительный падеж
- DEG - степень прилагательного
- SOV - субъект-объект-предикат